# Leioproctus acaciae
Leioproctus acaciae là một loài Hymenoptera trong họ Colletidae. Loài này được Rayment mô tả khoa học năm 1939.

## Hình ảnh

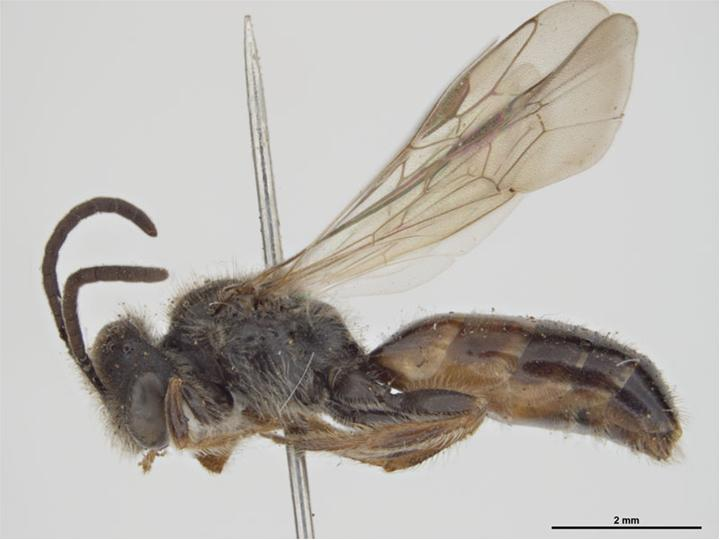